# احمد اوراسی
احمد داوودی اوراسی  (زادهٔ ۱۴۰۱ – زنده تا ۱۴۴۵م) (نسب: احمد بن عیسی بن علی بن یعقوب بن شعیب) فقیه اصولی مالکی، منطق‌دان و زبان‌شناس بیانی الجزایری در نیمهٔ اول سدهٔ پانزده میلادی/نهم هجری بود. از اهالی اوراس بود، در تونس دانش آموخت، در سال ۸۴۹ق به حج رفت و در قاهره با شمس‌الدین سخاوی دیدار داشت. پس از این، زندگی‌نامهٔ او در متون برجای مانده ناقص است. برخی حاشیه‌نویسی‌ها بر کتاب‌ها نوشت.